# OpenTTD
OpenTTD — компьютерная игра, портированная версия известной игры Transport Tycoon Deluxe. OpenTTD является бесплатной и свободной программой, для работы с которой можно использовать файлы данных от платной оригинальной Transport Tycoon Deluxe. Существуют сборки для многих популярных операционных систем: Windows, Linux, Mac OS X, MorphOS, Android, Symbian и iOS. В качестве блиттера может быть использован SDL, а также OpenGL и Allegro.

## Создание и финансирование
Собственнический двоичный код Transport Tycoon Deluxe был преобразован в код на C++ программистом Людвигом Стригеусом с помощью дизассемблера в 2004 году. До 2005 года проект разрабатывался на площадке SourceForge.net где занимал 8-е место по активности разработки, после стал разрабатываться на собственном сайте с собственной Вики и форумом.
31 августа 2007 было объявлено о поиске денег на продолжение функционирования сайта игры и поддержки большой базы ночных сборок. За 20 часов было пожертвовано £310,12, и поиск денег прекратился. 12 августа 2008 начался сбор средств на 2008/09 год. За 22 часа было пожертвовано £ 494,3, и сбор средств закончился.

## Игровой процесс

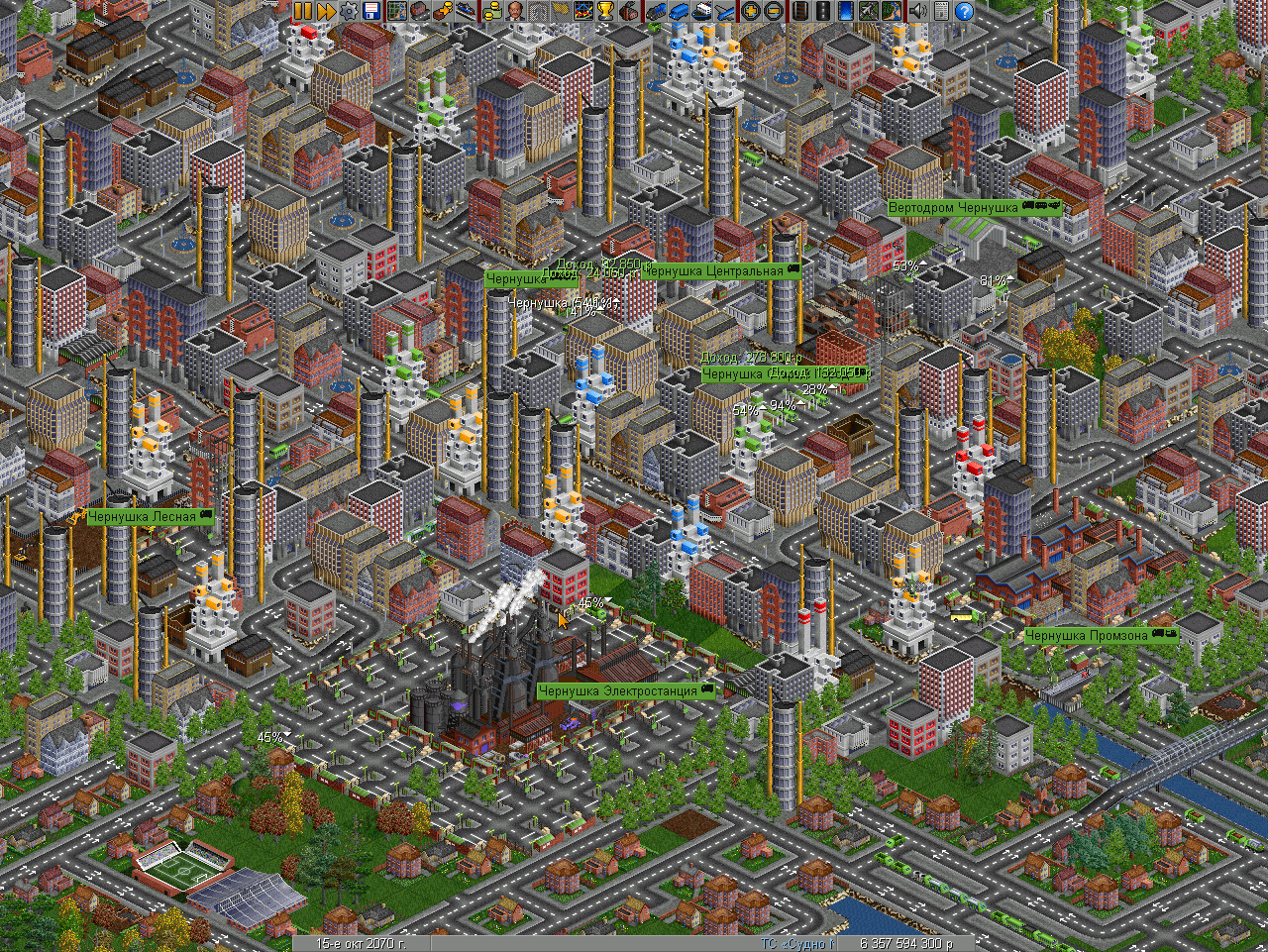
Игровой процесс

Суть игры в создании и успешном развитии транспортного предприятия, которым руководит игрок. Развитие происходит благодаря извлечению прибыли, которая получается от перевозок грузов и пассажиров разнообразным транспортом (железнодорожным, авто, авиа и водным). Игрок начинает игру в начале XX века с паровозами и самолётами типа «Юнкерс», продолжает играть с тепловозами, электровозами, «Боингами» и «Аэробусами» и заканчивает играть в конце XXI века с монорельсами, маглевами и «Конкордами». Игроки могут прокладывать мосты и тоннели, строить дороги, железные дороги, станции, аэропорты, каналы и акведуки. Названия оригинальных транспортных средств сделаны вымышленными (хотя существует модификация, заменяющая их на реальные), в то время как в Transport Tycoon Deluxe используются реальные названия.
Фактически, OpenTTD является дальнейшим развитием Transport Tycoon Deluxe, а также наработок TTDPatch и превзошла своих предшественников по функциональности и стабильности. Улучшения появляются и проходят тестирование ежедневно в «ночных сборках». Помимо прочих улучшений и нововведений следует отметить в 64 раза больший максимальный размер карт, возможность строительства рек, каналов и акведуков, полноценную поддержку Юникода, перевод на более чем 50 языков мира, включая русский, возможность игры по локальной сети и через интернет, улучшенный и развивающийся искусственный интеллект (который нужно отдельно скачивать). Для игры можно использовать файлы (графика, звуки и музыка) от оригинального TTD, но есть пакеты основной графики (OpenGFX, NightGFX, zBase, abase), звуков (OpenSFX, AltSFX) и музыки (OpenMSX и прочие), которые являются полностью открытыми и созданы в рамках лицензии GNU GPL 2.0.
Также в игре существует мультиплеер, который поддерживает IPv6 и вмещает максимум 255 игроков (при этом, максимальное количество компаний — 15).
Игра имеет разнообразные возможности настройки, дополнительные наборы графики NewGRF (New Graphics Resource File), кроме того существуют различные патчи, формирующие экспериментальные версии развития игры (Gonozal_VII Patchpack, Russian Community Patchpack). Всё это даёт широкие возможности влияния на игровой баланс и геймплей как в целом, так и в деталях.
В общем игровой процесс полностью повторяет оригинал — есть производственные цепочки, а также города, которые необходимо связать транспортом, не забывая его обслуживать, и при этом осуществлять конкурентную борьбу. В игре возможна покупка акций фирм-конкурентов.

## Ветви и хронология развития игры

### Ветви
Существуют несколько проектов, направленных на различные задачи:
- Trunk (транк) или основная ветвь развития.
- NewGRF_ports, занятая расширением применяемой новой графики. К примеру, есть наработки самолётов-амфибий.

Ранее существовавшие ветви при достижении стабильной работы включались в основную и их изменения уже включались в транк. Примеры: 32bpp, NoAI, Cargodist, NoGo.

### Хронология разработки
| Ветка  | Дата выпуска | Нововведения |
| ------ | ------------ | --- |
| 0.1.x  | 2004-03-06   | - Добавлена возможность построения дорог на откосах - Добавлена возможность приказа идти в гараж/депо/док/аэропорт - Возможность построения больших станций - Возможность объединения станций |
| 0.2.x  | 2004-04-03   | - Добавлены «Горячие клавиши» - Добавлен автопостройщик дорог (дороги в 2 клика) |
| 0.3.x  | 2004-04-14   | - Введен мультиплеер - Добавлена консоль в игре - Добавлены оригинальные названия транспорта - Добавлены плавные экономические изменения |
| 0.4.x  | 2005-05-15   | - Чат. - Возможность бана и кика игроков. - Увеличение максимальных размеров карты до 2048x2048. |
| 0.5.x  | 2007-02-27   | - Добавлен русский язык - Добавлена поддержка новой графики из TTDPatch - Добавлены новые типы аэропортов |
| 0.6.x  | 2008-04-01   | - Добавлена автозамена транспорта - Трамваи - Добавлена экранная клавиатура - Добавлено группирование транспорта и возможность сортировки - Исправление ошибки, приводившей к уязвимости. |
| 0.7.x  | 2009-04-01   | - Введение пользовательских AI-скриптов (включены наработки ветки NoAI); - Встроенное обновление компонентов через центральный сервер; - Неводные края карты; - Увеличение максимального числа компаний в игре до 15; - Поддержка системного шрифта; - Поддержка пользовательских наборов базовой графики, звуков и музыки.                                                          |
| 1.0.x  | 2010-04-01   | - Наборы OpenGFX, OpenSFX и OpenMSX закончены, игра больше не требует оригинальных файлов Transport Tycoon и полностью свободна - Графическая конфигурация дополнительной графики NewGRF |
| 1.1.x  | 2011-04-01   | - Доработана прорисовка спрайтов - Убраны ошибки работы с графическими дополнениями - Новое окно настроек NewGRF - Настройка горячих клавиш в файле hotkeys.cfg |
| 1.2.x  | 2012-04-15   | - Введены приближения карты х2 и х4 - Добавлены большие сведения об владениях игрока - Удалены некоторые наборы NewGRF - 32bpp-графика теперь единым файлов в формате .grf, а не .png (включение в транк ветки 32bpp) - Объединение папок «data» и «gm» в одну «baseset» |
| 1.3.x  | 2013-04-01   | - Добавлена возможность установки новых целей игры таких как рост городов и т. д. (включение ветки разработки NoGO в транк) |
| 1.4.x  | 2014-04-01   | - Увеличение максимальных размеров карты до 4096x4096 - Включение в игру направлений для грузов и пассажиров (cargodists) |
| 1.5.x  | 2015-04-01   | - Иерархические подгруппы транспорта. - Добавлены настройки скрытия неинтересных видов транспорта. - Настройки для ограничения высоты моста. |
| 1.6.x  | 2016-04-01   | - Возможность подключения альтернативного озвучивания для авиационных, водных и железнодорожных объектов - Обеспечена возможность компиляции с помощью MSVC2015 - Расширены максимальное количество типов промышленности до 128 для NewGRF и до 400 всего |
| 1.7.x  | 2017-04-01   | - Включение реалистичных настроек ускорения по умолчанию - Различные улучшения дополнительной графики |
| 1.8.x  | 2018-04-01   | - Добавлена опция закрытия окон правым кликом мыши. - Обеспечена возможность компиляции с помощью MSVC2017 |
| 1.9.x  | 2019-04-01   | - OpenTTD мигрировал на GitHub - Новые драйвера звука - Прекращена поддержка PSP, WinCE |
| 1.10.x | 2020-04-01   | - Поддержка дополнительных наборов дорожного полотна и трамвайных путей |
| 1.11.x | 2021-04-01   | - Релиз в Steam - Оптимизация под аппаратное ускорение и многоядерный рендеринг. Прекращена поддержка Windows XP и 32-битных версий Linux, добавлена поддержка Windows 10 на ARM64 и macOS на процессорах Apple Silicon - Некоторые изменения в интерфейсе - Изменены некоторые несвободные звуки в наборе OpenSFX - Часть настроек по умолчанию изменена для удобства новых игроков |

## Дополнения
В игре есть встроенный загрузчик контента с централизованного сервера BaNaNaS, новой графики, новых алгоритмов компьютерного противника, новой музыки, дополнительные библиотеки для алгоритмов, а также новых сценариев игры и карт высот. В загрузчике есть функция обновления дополнений. Дополнительная графика может быть представлена как в формате GRF, так и в формате PNG. Графика в формате GRF поддерживает как 8-битные так и 32-битные текстуры. Помимо авторских работ, украшающих игру, есть 3 базовых дополнения, позволяющие отказаться от оригинальных файлов игры и сделать её полностью свободной, так же существуют авторские базовые дополнения графики и музыки в формате Midi.
- OpenGFX — базовая графика, текущая версия 7.1
- OpenSFX — основные звуки, текущая версия 1.0.2
- OpenMSX — музыка, текущая версия 0.4.2

При установке игры под Linux и Windows, начиная с версии 0.7.3, данные дополнения скачиваются автоматически, так как прописаны в зависимостях.
Большинство дополнений лицензировано под GPL и CC-BY-SA.

### Дополнительная графика
Игра поддерживает подключение дополнений графики
- Имеется несколько хорошо зарекомендовавших себя наборов обновлённой графики, содержащие транспорт, исторически использовавшийся в определённой стране. В частности, для себя новую графику создали: русские, американцы, англичане, датчане, немцы, сербы, чехи, шведы, японцы.
- Это может быть как графика транспорта, зданий, так и ландшафтная графика.
- Основной проект графики OpenGFX позволил полностью отказаться от заимствованной графики из несвободной игры Transport Tycoon Deluxe.
- Существуют наборы графики, существенно расширяющие количество представленных предприятий: ECS, FIRS и прочие.

## Платформы
Так как программа использует кроссплатформенную мультимедийную библиотеку SDL, она может быть запущена на многих операционных системах. Официально разработчиками поддерживаются:
- Windows Vista и выше (32-бита или 64-бита, имеется версия для архитектуры ARM64, которая поддерживается только в Windows 10).
- macOS 10.9 и выше (поддерживаются процессоры как Intel, так и Apple Silicon).
- Linux amd64.

Кроме того, открытый исходный код позволяет сообществу выпускать игру и на других платформах, например Android.

## Оценки
| Сводный рейтинг    | Сводный рейтинг |
| Агрегатор          | Оценка          |
| ------------------ | --------------- |
| MobyRank           | 90 / 100        |
| Иноязычные издания |                 |
| Издание            | Оценка          |
| GameSpot           | 7,5/10          |

Журнал PC Gamer поставил игру на 41 место в списке 50 лучших бесплатных игр, а также включил в список 20 бесплатных игр, в которые вы должны поиграть.
OpenTTD была выбрана лучшей (бесплатной) игрой в 2005, 2007, 2009 и 2010 пользователями Венгерского Unix портала.
В 2014 OpenTTD был назван PC Gamer в списке «Топ 10 переделанных фанатами классических игр, которые можно сыграть сейчас бесплатно».
В 2015 и 2016, Rock, Paper, Shotgun расположила OpenTTD на восьмое место в списке 50 лучших бесплатных игр на PC.